# مون پای
مون پای (انگلیسی: Moon pie؛ پای ماه) نوعی فراوردهٔ قندی آمریکایی است که از دو کلوچه تردک گراهام، پفنبات در وسط آن‌ها و پوشش شکلات تشکیل شده‌است. این خوراکی عموماً به آشپزی ایالت‌های جنوبی آمریکا نسبت داده می‌شود.
مون پای سنتی معمولاً ۴ اینچ یا ده سانتی‌متر قطر دارد.